# SEAT Arosa
Seat Arosa je miniautomobil vyráběný automobilkou SEAT v letech 1997–2004. Jednalo se o koncernové „dvojče“ vozu Volkswagen Lupo, se kterým má stejnou podlahovou platformu a kromě masky chladiče i karoserii. V roce 2000 podstoupil vůz modernizaci, která jej vnějším designem sjednotila s většími modely Ibiza III a Cordoba II. Interiér se více přiblížil technicky shodnému vozu Volkswagen Lupo. Dalo by se říci, že se palubní deska de facto lišila pouze výdechy a ovladači ventilace.
Seat Arosa byl navržen slovenským designerem Jozefem Kabaněm, který navrhl též vůz Bugatti Veyron.

## Motory

### Zážehové
- 1.0 MPI 37 kW
- 1.4 MPI 44 kW
- 1.4 16V 74 kW

### Vznětové
- 1.3 L TDI I4
- 1.4 TDI 55 kW
- 1.7 SDI 44 kW